# Юмагужино
Юмагу́жино (рос. Юмагужино, башк. Йомағужа) — присілок у складі Зілаїрського району Башкортостану, Росія. Адміністративний центр Канзафаровської сільської ради.
Населення — 380 осіб (2010; 455 в 2002).
Національний склад:
- башкири — 100%